# Reservatum ecclesiasticum

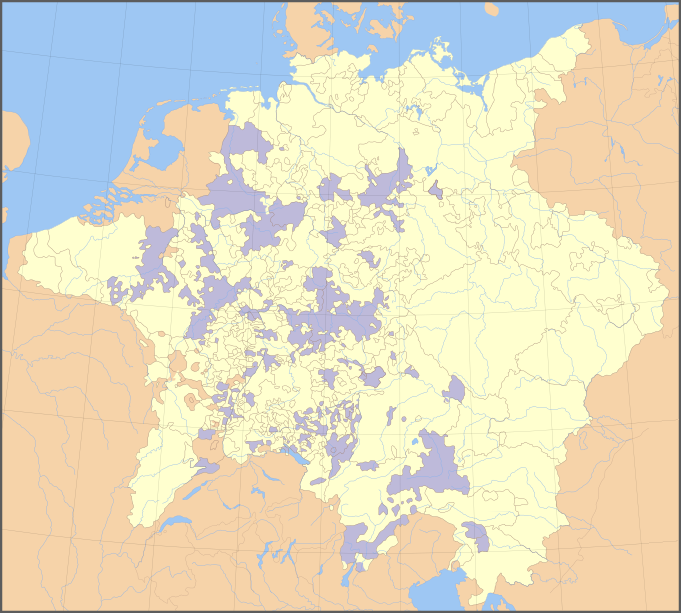
Heiliges Römisches Reich am Ende des Dreißigjährigen Krieges 1648

Das Reservatum ecclesiasticum (lat. der „geistliche Vorbehalt“) war eine Klausel im Augsburger Reichs- und Religionsfrieden von 1555. Die Klausel hatte zum Inhalt, dass ein katholischer, geistlicher Territorialherr, also zum Beispiel ein Fürstabt, Fürstbischof oder -erzbischof, beim Konfessionswechsel auch gleichzeitig seine weltliche Herrschaft abgeben musste und ein neuer (katholischer) Territorialherr einzusetzen war. In den weltlichen Territorien des Reiches galt im Gegensatz dazu nach den Bestimmungen des Augsburger Religionsfriedens das seit 1612 so bezeichnete Prinzip cuius regio, eius religio (der Landesherr bestimmt die Konfession seiner Untertanen).
Durch das Reservatum ecclesiasticum war von vornherein festgelegt, dass ein nicht unerheblicher Teil der Territorien des Heiligen Römischen Reichs (siehe nebenstehende Karte) für immer katholisch bleiben sollte. Die evangelischen Reichsstände klagten darüber frühzeitig, so dass König Ferdinand I. im Rahmen der Verhandlungen zum Augsburger Religionsfrieden 1555 die sogenannte Declaratio Ferdinandea abgab, nach der es den landsässigen protestantischen Rittern und Städten in geistlichen Territorien erlaubt sein sollte, die lutherische Konfession zu praktizieren. Allerdings wurde der Landbevölkerung dieses Recht nicht eingeräumt. Die Gültigkeit der Declaratio Ferdinandea blieb zwischen Katholiken und Protestanten umstritten.
Politisch jedenfalls wurde durch die Klausel eine katholische Mehrheit unter den sieben Kurfürsten nahezu sichergestellt, da sich das Königreich Böhmen seit 1526 in habsburgischer Hand befand und die drei geistlichen Kurfürsten von Mainz, Trier und Köln nicht konvertieren konnten, ohne ihr Amt zu verlieren.
Insbesondere in Norddeutschland wurde das Reservatum ecclesiasticum oft nicht eingehalten. Seit 1566 stand zum Beispiel das Erzbistum Magdeburg unter der Aufsicht protestantischer Administratoren und das Territorium wurde evangelisch. Das Domkapitel des Erzbistums Bremen war seit ca. 1560 mehrheitlich evangelisch und wurde ebenfalls von protestantischen Administratoren verwaltet. Beide Erzstifte wurden im Westfälischen Frieden in weltliche Territorien umgewandelt.
Im Jahr 1583 konvertierte der Kölner Erzbischof Gebhard I., Truchsess von Waldburg, zum evangelischen Glauben und heiratete zudem. Er proklamierte Konfessionsfreiheit und hatte vor, das Kurfürstentum in ein weltliches Herzogtum umzuwandeln. Das Domkapitel widersetzte sich. Der Konflikt wurde u. a. durch die spanisch-niederländische Frontstellung beeinflusst und entwickelte sich durch die Beteiligung der von beiden Seiten herbeigerufenen Hilfstruppen zum Truchsessischen Krieg. Im Ergebnis blieb Kurköln katholisch.
Auch im Dreißigjährigen Krieg, in dem sich auf den gegnerischen Seiten immer wieder allgemeinpolitische und religionspolitische Motive verbanden, spielte die Reservatsklausel eine wichtige Rolle. 1629 versuchte Kaiser Ferdinand II. mit dem Restitutionsedikt die Rückgabe der von Protestanten verwalteten ehemaligen geistlichen Territorien und damit deren Rekatholisierung zu erzwingen. Die Weigerung Magdeburgs führte zur völligen Zerstörung der Stadt. Außerdem trat König Gustav II. Adolf von Schweden auf Seiten der Protestanten in den Krieg ein.